# Water Island

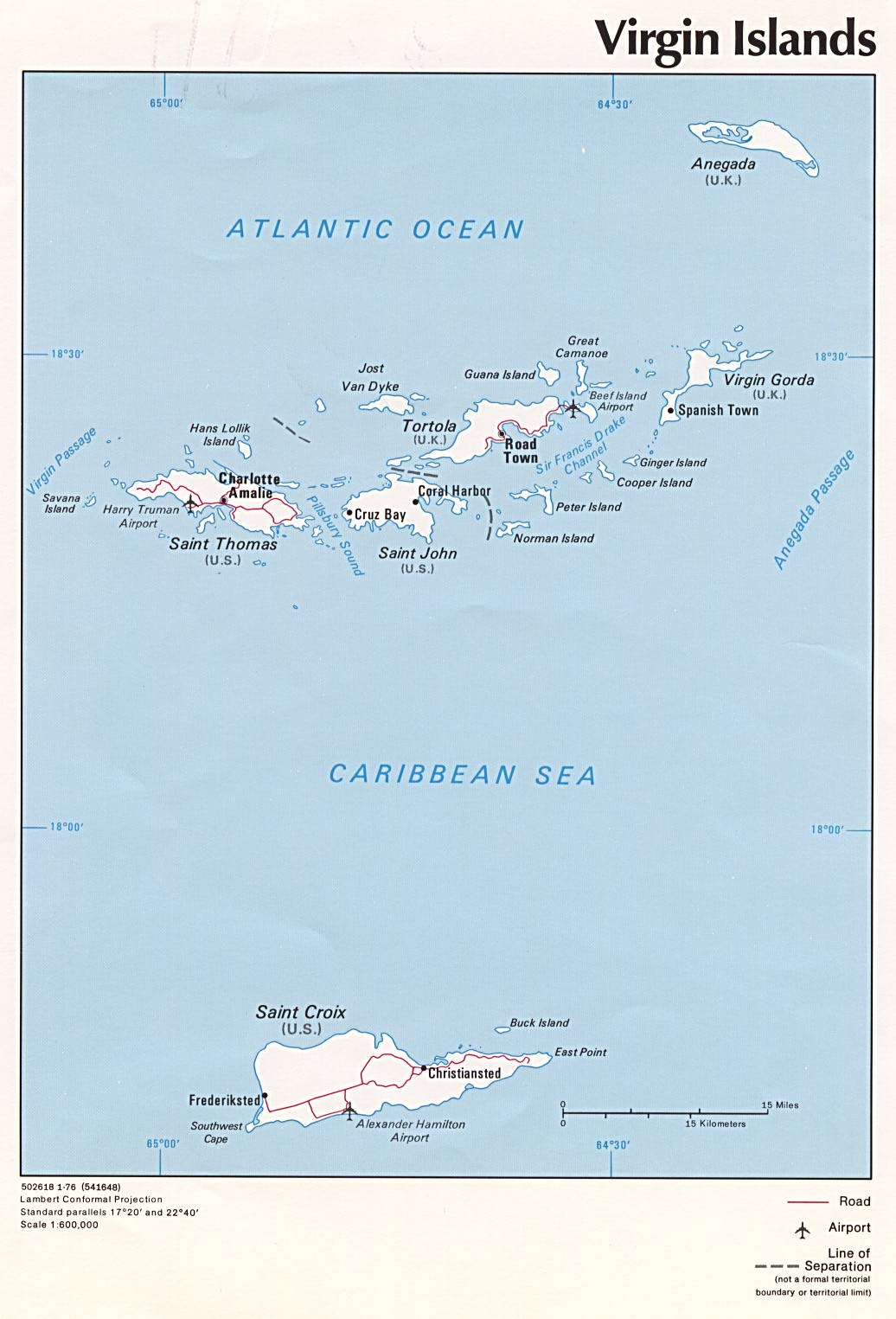
De tidigare dansk-västindiska öarna
Nu Virgin Islands (USA)
(Klicka för större bild)

Water Island är en liten amerikansk ö, som ligger ca. 1 km sydsydväst om centrala Charlotte Amalie på ön
Saint Thomas på Amerikanska Jungfruöarna.
Danmark gjorde anspråk på ön under 1700-talet. 1905 såldes ön till Det Østasiatiske Kompagni. Medan de resterande delarna av Danska Västindien såldes till USA 1917 kvarstod ön i dansk ägo fram till 1944. 1944 köpte USA den för 10 000 dollar för att skydda en bas för ubåtar på Saint Thomas under andra världskriget.

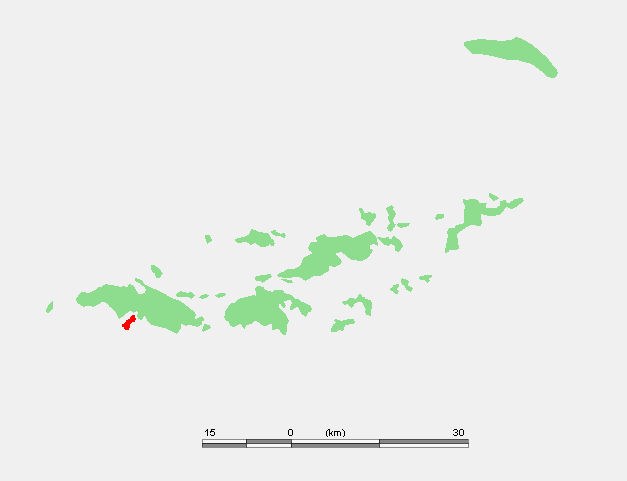
Water Island angivet med rött